# PHP标准库
PHP标准库（Standard PHP Library，缩写：SPL），是PHP5.0之后新添加的重要库。它提供了一系列的接口（interface）和类（classes）解决网站开发中普遍碰到的问题。源码在ext/spl目录下。

## 介绍
SPL主要提供了以下几个方面的内容：
- iterator：迭代器，这是SPL中最重要的内容。它提供了一系列的接口和内置迭代器类。
- exception：异常类，它声明一了组和C++标准的异常类。
- Observer：观察者模式，观察者模式在MVC中经常用到。
- 以及一些单体函数。

## 主要接口
- ArrayAccess：其功能是使类可以像PHP中的数组一样操作。有点类似于.NET平台的index操作。
- Traversable：是Zend引擎的内置接口，它是能让类用于foreach语句的接口，但是在PHP中并不能直接实现Traversable。只能间接地通过Iterator或IteratorAggregate接口实现。
- IteratorAggregate（继承Traversable，是他的儿子）是除Iterator之外另一个从Traversable接口中继承而来的。其接口也很简单，只有一个函数。就是返回一个迭代器实例。
- Iterator（也是继承Traversable，是他的儿子），SPL中大部分接口和类都是从这个接口继承而来的。
- RecursiveIterator（继承Iterator，为Traversable的孙子），递归迭代器，通过hasChildre()和getChildren()两个函数实现递归遍历子元素。
- Countable：这接口就一个count()函数，返回结果集的数量。实现这个接口的类可以用count()函数查询其结果集。
- Serializable：该接口实现序列化和反序列化的接口。在没有SPL之前，可以通过__sleep()和__wakeup()实现相同的功能，若同时实现了Serializable接口和_sleep()和__wakeup()，则只有Serializable接口的函数启作用。
- OuterIterator：它的实现者可以包含一个或多个迭代器成员，即可以通过getInnerIterator()接口函数获取内部的迭代器，也可以直接通过类本身实现的Iterator接口遍历内部的迭代器数据。这在SPL是一个非常重要的接口，SPL中很多内置的迭代器实现了这个接口。
- SplObserver：观察者模式的中的观察者接口。
- SplSubject：观察者模式的中的发布者接口。

## 主要类
- DirectoryIterator：这个类用来查看一个目录中的所有文件和子目录。
- FilterIterator：这是一个抽象类，它实现了OuterIterator接口。它包装一个已有的迭代器类，通过抽象方法accept()过滤掉不需要的内容，形成一个新的迭代器。
- LimitIterator：这也是一个实现OuterIterator的类。它有点类似于SQL中的LIMIT语句。它通过包装一个已有迭代器，然后截取其中某一段数据形成一个新的迭代器。
- RecursiveDirectoryIterator：递归查看一个目录中的所有文件的子目录。
- SimpleXMLIterator：一个遍历XML内容的类
- IteratorIterator：实现对迭代器的包装，这也是SPL中对OuterIterator默认实现。
- InfiniteIterator：从字面意思就知道，这是个无限循环的迭代器，当next()到达最后时，会自动调用rewind()函数，又从头开始。
- AppendIterator：它实现了对一系统迭代器的包装，并且可以在运行过程中添加新的迭代器。
- SplFileInfo：获取文件信息类。SplFileObject从该类继承。
- SplFileObject：文件操作类，可以按行的方式遍历文件内容。同时还能获取文件的大小及其它详细信息。

## 异常类
- Exception：异常基类
  - LogicException：逻辑错误异常类。
    - BadFunctionCallException：不合法的函数被调用产生的异常类。
    - BadMethodCallException：不合法的方法被调用产生的异常类。
    - DomainException：表示一个值不在有效范围内的异常。
    - InvalidArgumentException：表示传递了无效的参数产生的异常。
    - LengthException：表示一个参数超过了许可的长度的异常。
    - OutOfRangeException：表示请求检索超越了数组等容器最大长度的异常。

  - RuntimeException：运行时错误异常类。
    - OutOfBoundsException：表示请求检索超越了数组等容器最大长度的异常。
    - OverflowException：表示算法/缓存溢出异常。
    - RangeException：运行期间的范围异常。
    - UnderflowException：运行期间的算法/缓存的向下溢出异常。

## 一此其它函数
- iterator_apply：为迭代器中每个元素调用一个用户自定义函数
- iterator_count：计算迭代器中元素的个数
- iterator_to_array：将迭代器中的元素拷贝到数组
- spl_autoload_call：尝试调用所有已注册的__autoload()函数来装载请求类
- spl_autoload_extensions：注册并返回spl_autoload函数使用的默认文件扩展名。
- spl_autoload_functions：返回所有已注册的__autoload()函数。
- spl_autoload_register：注册__autoload()函数
- spl_autoload_unregister：注销已注册的__autoload()函数
- spl_autoload __autoload()：函数的默认实现
- spl_classes：返回所有可用的SPL类

## 6.0中新增的数据结构
- SplDoublyLinkedList
- SplStack
- SplQueue
- SplHeap
- SplMaxHeap
- SplMinHeap
- SplPriorityQueue
- SplFixedArray这是个固定大小的数组，性能比系统内置的array()要快些。
- SplObjectStorage